# La sal de la terra (pel·lícula de 1954)
|  | Per a altres significats, vegeu «La sal de la Terra (pel·lícula de 2014)». |

La sal de la terra (títol original en anglès, Salt of the Earth) és una pel·lícula estatunidenca guionitzada per Michael Wilson i estrenada el 1954. Va ser dirigida per Herbert J. Biberman i produïda per Paul Jarrico. La pel·lícula s'integra en el gènere drama. Tots havien estat inclosos a la llista negra per l'establishment de Hollywood per la seva presumpta vinculació amb el Partit Comunista dels Estats Units. S'ha subtitulat al català.
És una pel·lícula basada en fets reals i tracta la vaga de 1951 que es produí a la mina de zinc de l'Empire Zinc Company al comtat de Grant (Nou Mèxic). A la pel·lícula la companyia l'anomenen "Delaware Zinc" i la situen a "Zinctown, Nou Mèxic". La pel·lícula mostra com reaccionen durant la vaga els miners, l'empresa i la policia. Seguint l'estil neorealista, els productors i el director optaren per utilitzar els miners i les seves famílies reals com a actors per a la pel·lícula.

## Argument
Salt of the Earth  presenta la història autèntica de miners mexicano-estatunidencs de l'Estat de Nou Mèxic, als Estats Units, lluitant per la millora de les seves condicions de vida. El conflicte social és explicat per Esperanza Quintero (Rosaura Revueltas), de trenta-cinc anys, embarassada del seu tercer fill i casada amb Ramon, empleat a la mina des de fa 18 anys. Les dues reivindicacions principals dels vaguistes són la igualtat dels salaris amb els obrers americans i la salvaguarda de la seguretat, suprimint el treball en solitari. Les esposes dels miners desitjarien afegir una reivindicació suplementària: el subministrament d'aigua calenta corrent a les cases llogades per la companyia. La història pren, tanmateix, un gir molt diferent de les altres pel·lícules del gènere quan els miners veuen que un tribunal, avenint-se a les disposicions del Taft-Hartley Act, prohibeix seguir la vaga. Aleshores, les seves esposes i les seves filles decideixen, no sense algunes dificultats (la majoria dels miners inicialment hin estan en contra), donar suport als piquets de vaga al seu lloc.

## Repartiment
Actors professionals
- Rosaura Revueltas en el paper de Esperanza Quintero
- Will Geer en el paper de xèrif
- David Wolfe en el paper de Barton
- Mervin Williams en el paper de Hartwell
- David Sarvis en el paper de Alexander

Actors no professionals
| - Juan Chacón en el paper de Ramon Quintero - Henrietta Williams en el paper de Teresa Vidal - Ernesto Velázquez en el paper de Charley Vidal - Ángela Sánchez en el paper de Consuelo Ruiz - Joe T. Morales en el paper de Sal Ruiz | - Clorinda Alderette en el paper de Luz Morales - Charles Coleman en el paper d'Antonio Morales - Virginia Jencks en el paper de Ruth Barnes - Clinton Jencks en el paper de Frank Barnes - Víctor Torres en el paper de Sebasatian Prieto | - E.A. Rockwell en el paper de Vance - William Rockwell en el paper de Kimbrough - Floyd Bostick en el paper de Jenkins - i altres membres de la Mine-Mill Local 890 |

## Crítica
"Meravellós clàssic, entre el documental i la ficció (...) Un film compromès, profeminista y reivindicatiu, ple d'imatges molt boniques"